# 凯莱蒂·捷尔吉
凯莱蒂·捷尔吉（匈牙利語：Keleti György，1946年5月18日—2020年9月13日），匈牙利政治人物，前国防部长（1994年－1998年），国民议会议员（1992年－2010年）。

## 生平
1946年生于盧切內茨。父亲是一名外交官。他曾在布达佩斯和布加勒斯特学习。1965年至1969年，在扎尔卡·马特军事学院学习。1974年进入兹里尼·米克洛什军事学院学习，主修军队政治工作。1977年开始在国防部工作。1988年晋升上校。1989年任国防部发言人。1992年加入匈牙利社會黨。1994年至1998年，在霍恩·久洛内阁出任国防部长。
1995年10月访华，与迟浩田、朱镕基等会谈。
2020年9月13日逝世。